# Reinier
Reinier ist eine niederländische Variante des männlichen Vornamens Rainer.

## Verbreitung
Der Name kommt in den Niederlanden seit 1930 alljährlich in der Namensgebung vor. Von 1930 bis 2023 wurde er rund 8.100 Mal vergeben. Den besten Platz erzielte der Name im Jahr 2012 mit Rang 436. In Belgien wurden seit 1995 insgesamt acht Jungen so genannt. In der Schweiz tragen 24 Personen den Namen (Stand 2023). Der Name kommt in Österreich sehr selten in den Hitlisten vor. Seit 1984 wurde er nur ein Mal vergeben. Die Vergabe ist auch in England, Schottland, Kanada und den USA nachgewiesen.

## Namensträger
- Reinier (Reinier Jesus Carvalho; * 2002), brasilianischer Fußballspieler
- Reinier Baas (* 1985), niederländischer Jazzmusiker (Gitarre, Komposition)
- Reinier Cornelis Bakhuizen van den Brink (1810–1865), niederländischer Literaturkritiker, Philosoph und Historiker
- Reinier Beeuwkes (1884–1963), niederländischer Fußballnationalspieler
- Reinier van Brummelen (* 1961), niederländischer Kameramann
- Reinier de Graaf (1641–1673), niederländischer Arzt und Forscher
- Reinier de la Haye (≈ 1640–1695), holländischer Maler
- Reinier Honig (* 1983), niederländischer Radrennfahrer
- Reinier Paping (1931–2021), niederländischer Eisschnellläufer auf der Langstrecke
- Reinier Pauw (1490–1547), niederländischer Politiker, Bürgermeister von Gouda
- Reinier Pauw (1564–1636), niederländischer Politiker, Bürgermeister von Amsterdam
- Reinier Pauw (1591–1676), niederländischer Jurist und Politiker
- Reinier Timman (1917–1975), niederländischer Angewandter Mathematiker und Ingenieurwissenschaftler
- Reinier van Tzum (≈1600–1670), niederländischer Kaufmann und Bürgermeister
- Reinier Zeeman (≈1623–1664), niederländischer Marinemaler und Radierer
- Reinier Zonneveld (* 1991), niederländischer DJ und Musikproduzent

### Variante Renier bzw. Rénier
- Rénier de Trith († nach 1206), französischer Kreuzfahrer des vierten Kreuzzuges
- Renier Zen († 1268), Doge von Venedig
- Renier Roidkin (auch René Roidkin; 1684–1741), wallonischer Maler